# گردانیتسا
گردانیتسا (به صربی: Grdanica) یک منطقهٔ مسکونی در صربستان است که در لسکواس واقع شده‌است. گردانیتسا ۶۰۵ نفر جمعیت دارد و ۲۹۲ متر بالاتر از سطح دریا واقع شده‌است.